# Wilhelm Ludwig Raban von Mentzingen
Wilhelm Ludwig Raban Freiherr von und zu Mentzingen (Guilherme Luís Raban Barão de e em Mentzingen; Grão-Ducado de Baden, 9 de fevereiro de 1827 - Iguassu, Brasil, 6 de junho de 1902), também conhecido como Barão Guilherme de Mentzingen, foi um nobre alemão, fazendeiro e agrimensor que viveu no Brasil na segunda metade do século XIX. É o fundador da linha brasileira da família nobre dos Barões de Mentzingen.

## Origem
Nascido em Menzingen, no Grão-Ducado de Baden, em 1827. Algumas fontes antigas nobrezam citam que o mesmo nasceu em 09 de fevreiro de 1826, porém, fontes mais modernas da nobreza, bem como seu próprio batismo, afirmam seu nascimento em 09 de fevereiro de 1827. Wilhelm era membro da casa baronal dos Senhores de Mentzingen, tendo herdado de seus ancestrais o título de Freiherr (Barão), título este que todos seus descendentes em linha legítima masculina herdaram como parte das regras sucessórias da nobreza alemã, onde segundo as mesmas regras fica exclusivo ao primogênito, apenas, a herança das terras e propriedades. A família está inscrita no Almanaque de Gota, principal referência da alta nobreza européia desde o século XVIII, e ao menos em mais quatro obras de referência das famílias nobres alemãs: Neues allgemeines deutsches Adels-Lexicon, Gothaisches genealogisches Taschenbuch der freiherrlichen Häuser, Genealogisches Handbuch des Adels e Gothaisches Genealogisches Handbuch. A nobreza alemã foi extinta em 1919, porém seus membros continuam a usufruir de suas propriedades seculares e manutenção dos títulos em forma de sobrenome e/ou em forma de citações nos livros da nobreza alemã. A família no decorrer dos séculos ocupou cargos, ministérios, e ajudou a fundar associações de notável importância.
Seus pais eram o Freiherr Christian Ernst August von Mentzingen, nascido em Menzingen no ano 1790 e Antonie Caroline Marianne Heinriette von Leutrun von Ertingen, nascida em Augsburg, na família dos Barões de Leutrum von Ertingen, Baviera no ano 1794.
Wilhelm era o filho mais novo do nobre casal. Tiveram ainda outros seis filhos, sendo: Otili (1816), Maria (1816), Hermann (1817), Mathild (1818), Constantin (1821) e Ernst (1823). Apenas Wilhelm e seu irmão Hermann(1817) deixaram descendência, onde as atuais linhas da família descendem desses dois. A linha ou ramo alemão/europeu vem do Hermann(1817), enquanto a linha ou ramo brasileiro vem do Wilhelm, onde a maioria de seus descendentes vive no país nos estados do Rio de Janeiro, São Paulo, Distrito Federal, Paraná e Santa Catarina, especialmente nas cidades do Rio de Janeiro, Maricá, Miguel Pereira e Resende. Os dois ramos herdaram e repassaram o título de Freiherr(Barão) aos seus descendentes em linha direta masculina, onde o ramo primogênito, que é o ramo alemão, detém, além dos títulos, as propriedades, as terras da família e a chefia, que são exclusivas ao primogênito, como regra sucessória da nobreza alemã.

## Ascendência ilustre
Através dos casamentos, a família de Mentzingen passou a ter diversos ascendentes ilustres em sua árvores genealógica, que por consequência, são ascendentes de Wilhelm Ludwig Raban. Destaca-se alguns deles:
- Irmela von Teck,[12] do antigo Ducado de Teck. (Não confundir com a atual Casa de Teck, que embora tenham o mesmo tronco, origem e seja o mesmo título, são famílias distintas, visto que a primeiro Ducado de Teck deixou de existir no século XV e depois restaurado no século XIX, mais precisamente em 1863, pelo Reino Unido, pela Casa de Windsor, sendo esta a Casa Real governante do Reino Unido e de origem alemã. Após a restauração, a Casa de Teck foi elevada à Casa Principesca. A atual Casa de Teck foi extinta em 1917 quando o Reino Unido proibiu uso de títulos germânicos em terras britânicas).
- Condes de Bothmer[13]
- Condes de Rottenburg
- Condes de Werdenbrg
- Magdalena von Fürstenberg, da família dos atuais príncipes de Fürstenberg[14][15]
- Condes de Querfurt[16][17][18][19][20][21][22][23][24][25][26][27][28][29]

Wilhelm é parente distante da Rainha Vitória do Reino Unido, através da mãe da Monarca, Princesa Maria Sachsen-Coburg-Saalfeld, onde tanto os Mentzingen atuais quanto a referida Princesa descendem do Freiherr(Barão) Georg von Khevenhüller III(1534-1587), onde os Mentzingen vem do casamento do referido Barão com Ana Thurzó de Bethlenfalva e a Princesa descende do segundo casamento do Barão com Sibylla von Weitmoserl. E, do mesmo modo, também é parente distante da Princesa Diana de Gales, através de seu pai, o Conde Edward John Spencer, onde tanto a referida a princesa, quanto o Wilhelm descendem do casal nobre holandês, o Barão Unico Ripperda e a Baronesa Judith van Twickelo, que viveram no século XVI.

## Wilhelm e o Y-DNA
Através de um teste genético de um descendente seu em linha direta masculina, Rafael (1992), inscrito no Gothaisches Genealogisches Handbuch sugere-se que Wilhelm seja detentor do  haplogrupo R-FGC8563 (Y-DNA), que surgiu na Europa por volta de 1350 a.c. Este componente genético passa informações de pai para filhos, permitindo assim, rastrear a ancestralidade em gerações através de haplogrupos. O resultado foi o haplogrupo R-FGC8563, descendente dos haplogrupos R-L48 - R-L47 - R-Z159 - R-U106 (clado germânico) - R-M269 (clado da Europa Ocidental) - R1b - R. O haplogrupo surgiu por volta de 1350 a.c., e seu último descendente com essa ramificação, viveu por volta de 1050 a.c. Pessoas com esse haplogrupo são mais prevalentes nos EUA, Inglaterra, Irlanda, Alemanha, Escócia. Com base nisso, sugere-se que Raven von Wimpinia, ancestral comum da família com base na genealogia documental, tenha o mesmo haplogrupo. Um notável com o mesmo haplogrupo e, com isso, compartilha ancestrais em linha reta masculina é: Ulysses S. Grant.

## Vida no Brasil

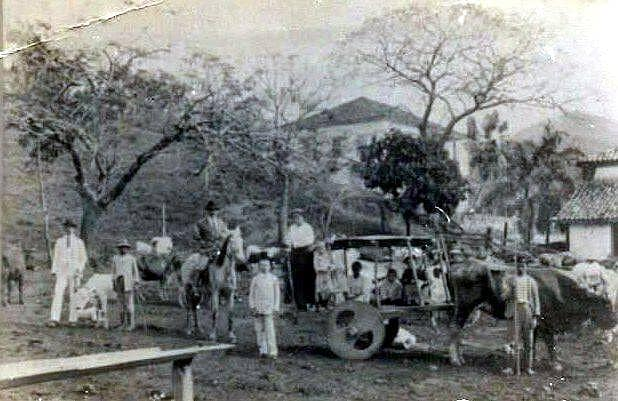
Fundo da Fazenda Monte Ararat no século XIX.

Mudou-se para o Brasil em 1847, com aproximadamente 20 anos de idade, e passou a residir no então município de Iguassu, próximo à freguesia de Santana das Palmeiras, localizada no topo da Serra do Tinguá, no estado do Rio de Janeiro. Ali adquiriu uma extensa propriedade de terra entre a freguesia e o município de Vassouras que chamou de fazenda Monte Ararat onde dedicou-se à produção agrícola de café, principal produto da região naquele período. Além da atividade agrícola, Wilhelm exercia a profissão de engenheiro agrimensor e tornou-se conhecido por sua notável habilidade.
Muitas referências em seu nome podem ser encontradas em diversos periódicos fluminenses impressos na segunda metade do século XIX, como o Almanak Administrativo, Mercantil e Industrial do Rio de Janeiro (Almanaque Laemmert), o Jornal do Commercio, entre outros. As menções feitas são variadas: indicações de seus serviços como agrimensor e lavrador, citações elogiosas, comunicações de viagem e outros diversos relatos. Era conhecido e referenciado nas publicações da época pelo equivalente idiomático de seu nome em português: Guilherme de Mentzingen.

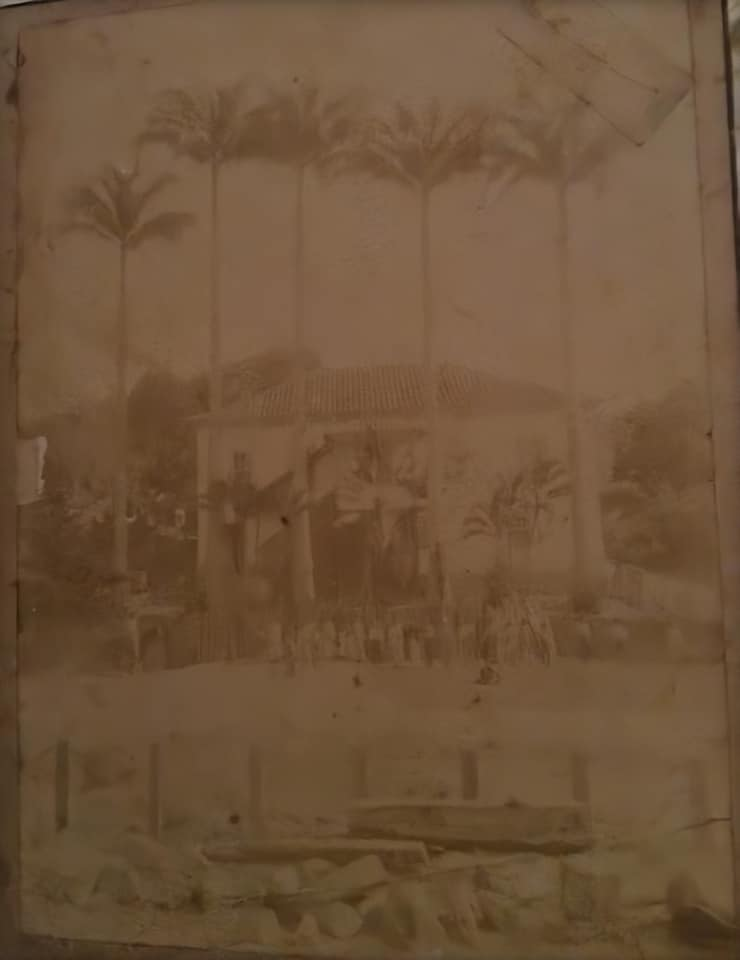
Frente da Fazenda Monte Ararat no Século XIX.

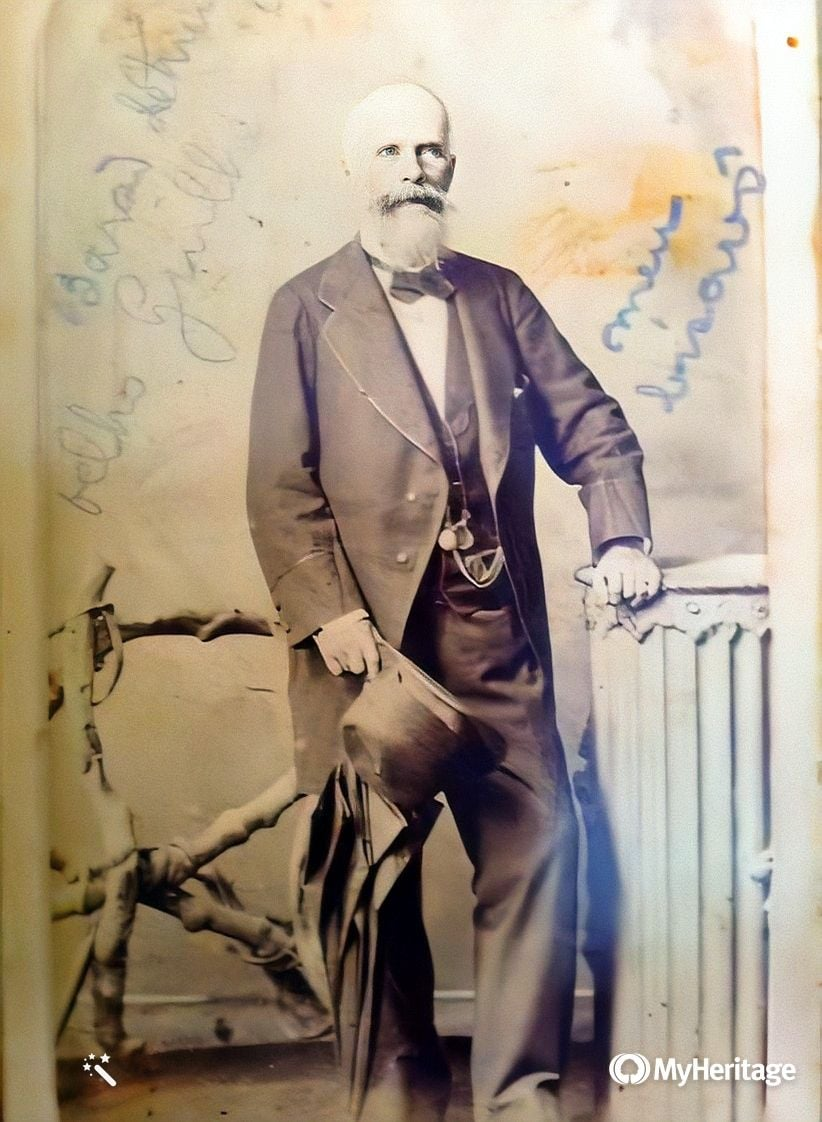
Wilhelm Ludwig Raban von Mentzingen. Foto melhorada pelo site My Heritage.

Em 1852, realizou a medição topográfica da fazenda Campos Elíseos pertencente ao Coronel Peregrino José de Américo Pinheiro, primeiro barão e visconde com grandeza de Ipiabas. E, ainda, por volta de 1883, fez a planta do terreno como parte do espólio do mesmo visconde. No ano de 1877, organizou e liderou uma expedição com quarenta roçadores para abertura de um caminho na Serra do Tinguá onde seria feita uma excursão pelo então Príncipe Imperial do Brasil, o Conde d’Eu. Além da preparação do caminho foram erguidas instalações para a “dormida de Sua Alteza” Imperial. Em 2014 a Baronesa Bernadette de Mentzingen, sobrinha trineta de Wilhelm, casou-se com o Conde Melchior Schönborn-Buchheim, sendo este filho de Isabel de Orléans e, por conseguinte, descendente da Família Imperial brasileira. Concluiu ainda em 1877 a medição da fazenda Monte Líbano, administrada pelo Barão de Paty do Alferes. Foi também um dos subscritores do abaixo assinado elaborado pelo Barão de Paty do Alferes, Francisco Peixoto de Lacerda Vernek, pedindo ao governo Imperial uma Paróquia para a freguesia de Santana das Palmeiras.
No dia 15 de dezembro de 1855 partiu para a Europa, provavelmente para tratar de assuntos familiares. No dia 4 de junho de 1858 desembarcou no Brasil, o Barão Ernst von Mentzingen, que provavelmente era seu irmão ou seu pai, e veio a visita, onde ficou até o dia 3 de Setembro de 1858, quando partiu.
No final de sua vida, Guilherme viu acontecer uma forte crise econômica no final do século XIX, e com isso, já após o seu falecimento, aos poucos, a fazenda de Monte Ararat começou a ser desmembrada em vários lotes de terra e sendo comprada por outras pessoas, sendo algumas da família Mentzingen, ainda. Não se sabe se o casarão da fazenda ainda existe. Porém, antes desse processo acontecer, polêmicas familiares envolveram a Fazenda Monte Ararat.

## Casamento

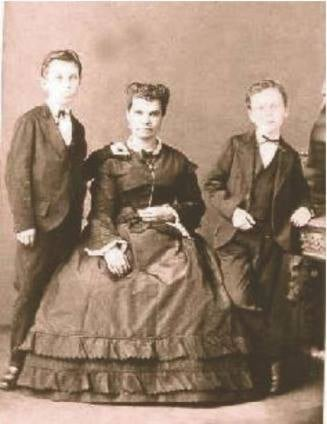
D. Antonia Maria de Mentzingen, ao centro, e seus filhos Guilherme de Mentzingen Jr., à esquerda, e Alfredo de Mentzingen, à direita.

Casou no dia 06 de novembro de 1857 na Fazenda Palmeiras com Antonia Maria dos Santos(1842-1926), filha do fazendeiro e agrimensor Antonio dos Santos e Antonia Maria Ventura(ou Vieira). Algumas fontes mais antigas da nobreza citam que o referido matrimônio ocorreu em 16 de novembro de 1857. Antonio, pai da noiva, era proprietário da Fazenda das Palmeiras, que ficava localizada na região do Bonfim, atual Arcádia, Miguel Pereira-RJ, e provavelmente ensinou a profissão de agrimensor ao Barão Guilherme de Mentzingen, já que imigrou jovem para o Brasil. Logo depois, Guilherme tornou-se dono da Fazenda das Palmeiras e depois, também, da Fazenda Monte Ararat. O Barão Guilherme é o patriarca da linha brasileira dos Mentzingen.

## Controvérsias
- Em certa ocasião, por exemplo, um feitor de sua fazenda possivelmente maltratou um escravo, de nome "Joaquim Mina", de maneira excessivamente rude - a economia da época era escravagista e a fazenda Monte Ararat explorava mão de obra escrava. Não é claro se a ação do feitor aconteceu sob ordens de Wilhelm[52]
- Na noite do dia 15 de novembro para o dia 16 de novembro de 1853 lançou-se a notícia de que quatro escravos de sua fazenda, Palmeiras, teriam fugido para um Quilombo na Estrada do Comércio em posse de objetos pessoais e algumas armas. Os nomes deles eram Antonio, Jacintho, Vicente e Camillo. Guilherme prometera boa gratificação a quem os capturasse.[47]
- Em 1920, a Baronesa consorte Antonia Maria de Mentzingen, viúva do Barão Guilherme, foi interditada pela justiça devido a sua "caducidade", visto que à época, sendo a Antonia herdeira da Fazenda Monte Ararat, seu filho Guilherme de Mentzingen Jr.(1859-1922) e seu genro, Sebastião Corrêa, vendo, ignorando ou não cientes dessa "caducidade", que em tudo aceitaria, teriam pedido a mesma para assinar a venda da Fazenda Monte Ararat a um terceiro sob um preço irrisório, que depois revenderia ao Guilherme Jr. e Sebastião, causando prejuízo aos outros herdeiros e a credores, já que a fazenda também não poderia ser vendida em virtude da alienação hipotecária que estava a mesma à época. A transação não foi concretizada sob intervenção do Promotor da época e em virtude disso, Antonia foi interditada pela Justiça de Vassouras, onde residia.[53] Logo depois, a fazenda começou a ser desmembrada e vendida em lotes de terra, sendo alguns adquiridos, ainda, pela família Mentzingen.[11]

## Morte

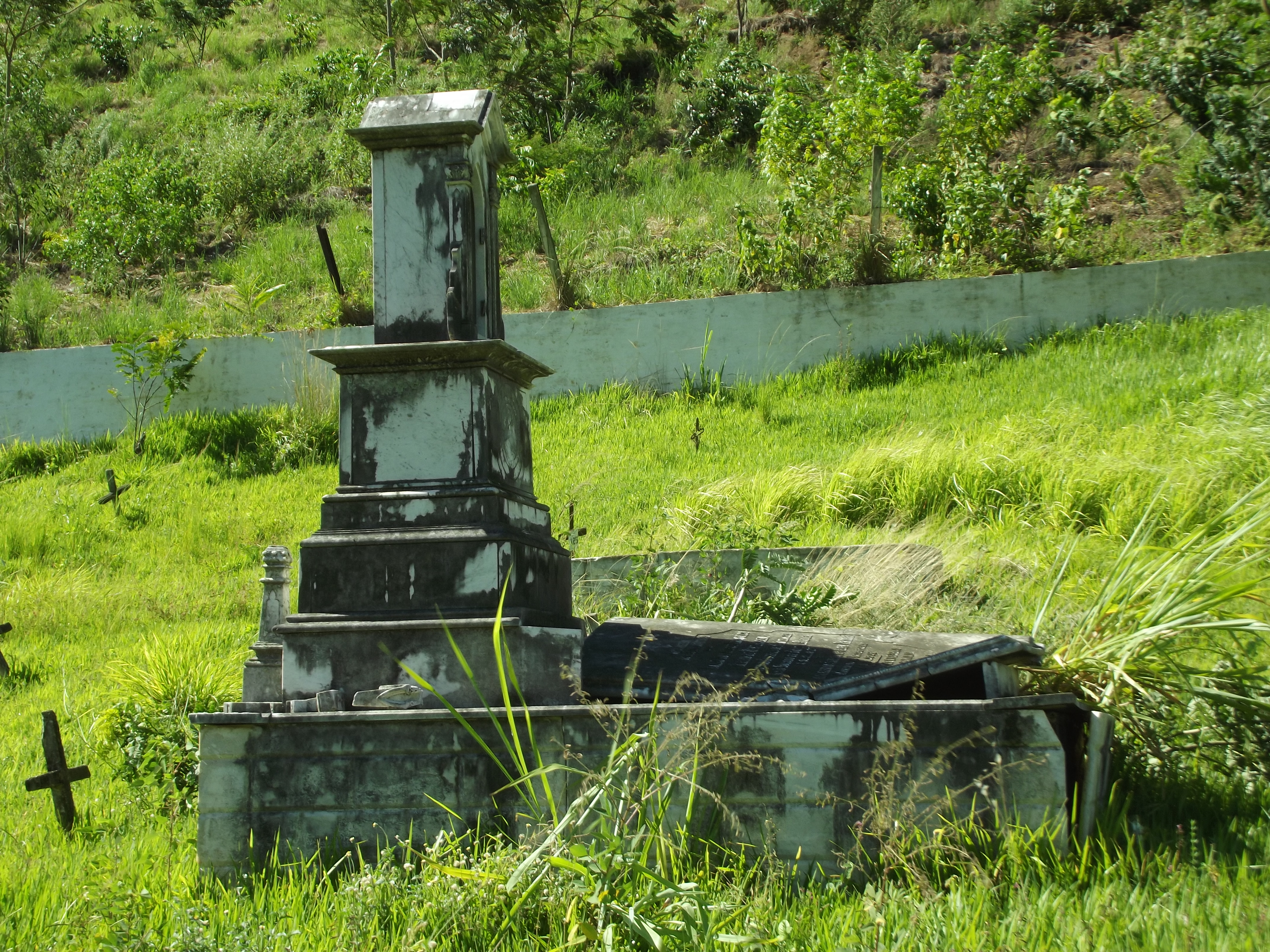
Túmulo do Barão Guilherme de Mentzingen. O túmulo possui deteriorações. Foto de aproximadamente 2013. Fotografia de Sebastião Deister.

Faleceu no dia 06 de junho de 1902 às sete horas e trinta minutos da manhã na sua fazenda, a Monte Ararat. Segundo registro de óbito lavrado à época, o mesmo morreu de morte violenta, sem maiores detalhes. Faleceu aos 75 anos de idade. O Barão Guilherme foi sepultado no Cemitério da Conceição, um pequeno cemitério em Arcádia, atual Miguel Pereira-RJ. O que se sabe, é que antes de seu falecimento, o Barão nutria alguns desgostos familiares, fora a questão da crise econômica ocorrida no final do século XIX em que o mesmo foi atingido.

## Legado
Um jovem nobre que saiu de seu círculo nobre familiar em uma pequena cidade da Alemanha para no Brasil fazer sua fama e reconhecimento, prestando serviços de notável qualidade, ficando conhecido entre seu meio. No seu círculo social, teve relações com grandes personagens do Vale do Paraíba Fluminense, sendo conhecido até pela Família Imperial Brasileira e mencionado pela Câmara dos Deputados da época em reconhecimento aos serviços prestados. Sua fazenda produziu produtos que abasteciam a comunidade local e fora mencionado em vários periódicos da época.

## Descendência
| Nome                                 | Retrato                      | Vida                                          | Notas |
| com Antonia Maria dos Santos         | com Antonia Maria dos Santos | com Antonia Maria dos Santos                  | com Antonia Maria dos Santos |
| ------------------------------------ | ---------------------------- | --------------------------------------------- | --- |
| Guilherme de Mentzingen Jr.          |                              | 17 de julho de 1859 - 22 de junho de 1922     | Segundo fontes de livros da nobreza mais antigos, perto à época de seu nascimento, Guilherme nasceu em 17 de junho de 1859. Nasceu na Fazenda das Palmeiras. Casou em primeira núpcias com Maria José Fernandes Pereira, filha do fazendeiro José Maria Fernandes Pereira, antigo dono da Fazenda Monte Ararat no qual vendeu para o seu pai, o Barão Guilherme de Mentzingen, aproximadamente entre 1859 e 1861 e depois foi morar no Rio Grande do Sul onde nasceu sua filha Maria José. Casou em segundas núpcias com Cecília Guimarães da Silva Costa filha do dono Fazenda de Santa Branca, Luiz Antonio da Silva Costa. |
| Alfredo de Mentzingen                |                              | 16 de setembro de 1861 - 2 de outubro de 1920 | Segundo fontes de livros da nobreza mais antigos, perto à época de seu nascimento, Alfredo nasceu em 17 de Novembro de 1861. Nasceu na Fazenda Monte Ararat. Casou em primeiras núpcias com Olivia Novaes, no qual tiveram um filho, porém, com o falecimento da Olivia, ele se casou em segundas núpcias com Blandina Correa de Mattos, no qual tiveram 11 filhos, sendo ela filha do fazendeiro Joaquim Gomes Correa de Mattos, nascido em 1844, em Paty do Alferes, dono da Fazenda Várzea(Vargem) do Manejo em Vassouras, que por sua vez era filho de Antonia Delfina da Trindade e do fazendeiro/agricultor de café Luiz Correa de Mattos (ca. 1789 - 1856), português, natural da Villa do Seixo de Everdal, filho de João Correa de Alves de Mello e Luiza Correa de Mattos, estabelecido no Vale do Paraíba, na freguesia de Pati do Alferes, onde era amigo do Barão de Paty do Alferes, Francisco Peixoto de Lacerda Verneck, sendo o filho deste, Manoel Peixoto, padrinho de batismo de Joaquim Gomes Correa de Mattos, citado acima. Luiz Correa de Mattos foi testemunha na Insurreição de Pati do Alferes de 1838. Antonia Delfina da Trindade, natural de Paty do Alferes, era filha de Joaquim Gomes Leal(1762-ca.1807), natural de Sacra Família do Tinguá, e de Clemência Maria da Silva, natural de Paty do Alferes, e teve um irmão de nome Manoel e Tereza. Joaquim Gomes Leal era filho de João Gomes Leal, natural dos Açores, que por sua vez era filho de Francisco Gomes Leal e Teresa de Jesus, naturais também dos Açores, e de Josefa Maria da Assunção, natural de Paty do Alferes, sendo esta filha de Bartolomeu dos Santos Rodrigues, português, e de Sebastiana Correa de Oliveira, neta por via materna do Capitão Francisco Tavares, português, fundador de Paty do Alferes, e de Isabel Correa de Oliveira, natural de Paty do Alferes. Joaquim teve outros irmãos e, após a morte do seu pai, o Luiz, Joaquim Gomes ficou aos cuidados do referido Barão, onde o primeiro, por vezes, era criticado pelo último por seu comportamento inadequado na infância/juventude enquanto estava aos seu cuidados. Um dos descendentes de Alfredo com Blandina, Ronaldo de Mentzingen, casou-se com Rosangela França de Oliveira, neta do Capitão da PMDF Antonio Monteiro de França, membro da família Monteiro da Franca, de origem portuguesa, e tradicional em Pernambuco e Paraíba, no nordeste brasileiro. Ronaldo e sua família vive na cidade de Maricá. Alfredo teve um terceiro relacionamento com Olivia Machado após a morte de sua segunda esposa Blandina, em 1912, porém não chegaram a casar, e tiveram 3 filhos naturais. |
| Cecília de Mentzingen                |                              | 05 de Outubro 1863 - ?                        | Sem informações de descendência. |
| Ernestina de Mentzingen              |                              | 24 de abril de 1867 - 22 de janeiro de 1902   | Casou com Antonio Sebastião Corrêa, neto de Francisco Quirino da Rocha, Barão com grandeza de Palmeiras. Antonio era irmão de Sebastião Francisco Corrêa, casado com Guilhermina de Mentzingen. |
| Isatina de Mentzingen                |                              | 1869 - 1909                                   | Casou com Adelino Soeiro. |
| Almerinda de Mentzingen              |                              | ca.1871 - ?                                   | Casou com o italiano Victor Paciello. |
| Adolpho de Mentzingen                |                              | 20 de julho de 1875 - 27 de agosto de 1913    | Nasceu na Fazenda Monte Ararat. Casou com Elvira Vieira. |
| Franklin de Mentzingen               |                              | ? - ?                                         | Sem informações de descendência. |
| Guilhermina de Mentzingen            |                              | 15 de novembro de 1880 - 17 de agosto de 1964 | Casou com Sebastião Francisco Corrêa, neto de Francisco Quirino da Rocha, Barão com grandeza de Palmeiras. |
| com Jacintha Senhorinha da Conceição |                              |                                               | |
| Francisco                            |                              | 7 de fevereiro de 1854 - ?                    | Filho natural, sendo batizado na Paróquia Nossa Senhora da Conceição, Paty do Alferes, no dia 8 de agosto de 1855. |

## Títulos, estilos e honras
- 9 de fevereiro de 1827 — 6 de junho de 1902: Sua/Vossa Graça/Senhoria, o Barão Wilhelm Ludwig Raban von Mentzingen(ou Wilhelm Ludwig Raban Freiherr von und zu Mentzingen).